# Championnat d'Italie de football de deuxième division 1983-1984
Navigation
Édition précédente Édition suivante
La saison 1983-1984 de Serie B, organisée par la Lega Calcio pour la trente-huitième fois, est la 52e édition du championnat de deuxième division en Italie. Les trois premiers sont promus directement en Serie A et les quatre derniers sont relégués en Serie C.
À l'issue de la saison, l'Atalanta Bergame termine à la première place et monte en Serie A 1984-1985 (1re division), accompagné par le vice-champion, Côme Calcio  et le troisième US Cremonese.

## Compétition
Le classement est établi sur le barème de points suivant :
- Victoire : 2 points
- Match nul : 1 points
- Défaite, forfait ou abandon du match : 0 point

La différence de buts départage les égalités de points dans la zone de relégation uniquement. 

### Classement
| Rang | Équipe            | Pts | J  | G  | N  | P  | Bp | Bc | Diff |
| ---- | ----------------- | --- | -- | -- | -- | -- | -- | -- | ---- |
| 1    | Atalanta Bergame  | 49  | 38 | 16 | 17 | 5  | 49 | 28 | +21  |
| 2    | Côme Calcio       | 48  | 38 | 17 | 14 | 7  | 41 | 26 | +15  |
| 3    | US Cremonese      | 45  | 38 | 15 | 15 | 8  | 44 | 29 | +15  |
| 4    | US Lecce          | 42  | 38 | 13 | 16 | 9  | 33 | 28 | +5   |
| 5    | Calcio Padoue P   | 40  | 38 | 11 | 18 | 9  | 34 | 28 | +6   |
| 6    | US Arezzo         | 40  | 38 | 12 | 16 | 10 | 34 | 33 | +1   |
| 7    | SS Campobasso     | 40  | 38 | 13 | 14 | 11 | 31 | 31 | 0    |
| 8    | AC Perugia        | 38  | 38 | 9  | 20 | 9  | 33 | 30 | +3   |
| 9    | US Triestina P    | 38  | 38 | 11 | 16 | 11 | 37 | 40 | -3   |
| 10   | Varèse Calcio     | 37  | 38 | 11 | 15 | 12 | 30 | 38 | -8   |
| 11   | Cagliari Calcio R | 36  | 38 | 10 | 16 | 12 | 31 | 32 | -1   |
| 12   | Pescara Calcio P  | 36  | 38 | 13 | 10 | 15 | 41 | 48 | -7   |
| 13   | AC Cesena R       | 35  | 38 | 10 | 15 | 13 | 31 | 33 | -2   |
| 14   | SS Sambenedettese | 35  | 38 | 9  | 17 | 12 | 30 | 35 | -5   |
| 15   | AC Monza          | 35  | 38 | 11 | 15 | 14 | 29 | 34 | -5   |
| 16   | Empoli FC P       | 35  | 38 | 8  | 19 | 11 | 27 | 34 | -7   |
| 17   | Palerme           | 34  | 38 | 9  | 16 | 13 | 30 | 32 | -2   |
| 18   | US Pistoiese      | 34  | 38 | 12 | 10 | 16 | 27 | 34 | -7   |
| 19   | SS Cavese         | 33  | 38 | 8  | 17 | 13 | 25 | 33 | -8   |
| 20   | US Catanzaro R    | 30  | 38 | 10 | 10 | 18 | 34 | 45 | -11  |

|  | Promotion en Serie A                        |
|  | Relégation en Serie C                       |
|  | P : Promu de Serie C R : Relégué de Serie A |